# Angraecum eichlerianum
Angraecum eichlerianum är en orkidéart som beskrevs av Friedrich Fritz Wilhelm Ludwig Kraenzlin. Angraecum eichlerianum ingår i släktet Angraecum och familjen orkidéer.

## Underarter
Arten delas in i följande underarter:
- A. e. curvicalcaratum
- A. e. eichlerianum

## Bildgalleri

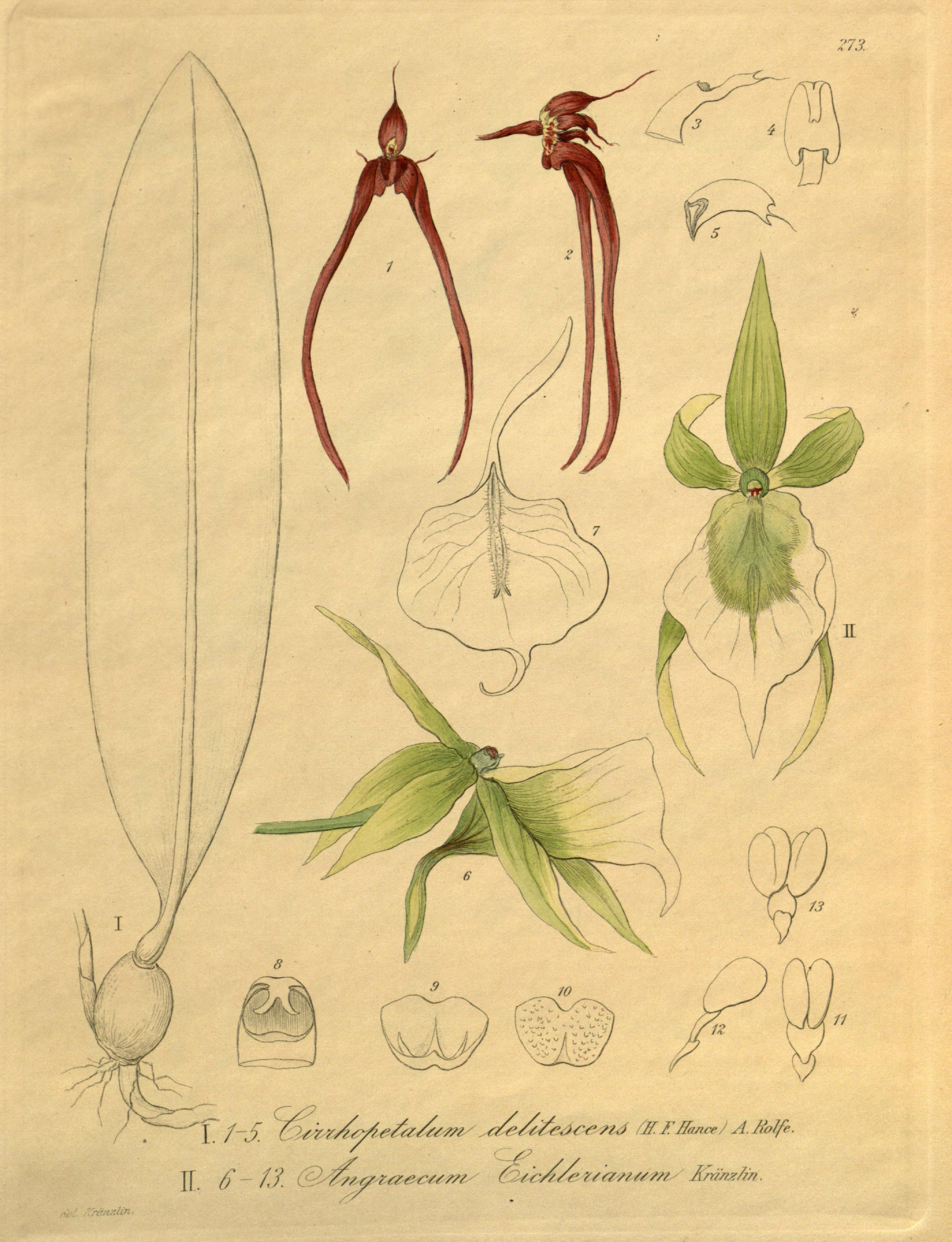